# كرة السلة في الألعاب الأولمبية الصيفية 2020 - رجال تصفيات
أقيمت تصفيات الرجال لبطولة كرة السلة الأولمبية من 2019 إلى 2021 ؛جميع مناطق FIBA (الاتحاد الدولي لكرة السلة) الخمس لها تمثيل في حدث كرة السلة الأولمبي. (تم تأجيل الألعاب الأولمبية إلى 2021 على بسبب وباء COVID-19 ).
تأهلت اليابان مباشرة كبلد مضيف. كانت أول بطولة تأهيلية هي كأس العالم لكرة السلة 2019 FIBA والتي تأهلت فيها سبعة فرق للأولمبياد. شارك أفضل 16 فريقًا تاليًا في FIBA Basketball World التي لم تتأهل مباشرة للأولمبياد جنبًا إلى جنب مع فريقين مختارين من كل منطقة من مناطق FIBA الأربعة أو 24 فريقًا شاركوا في أربع بطولات منفصلة للبطاقات الباقية والتي حددت الفرق الأربعة الأخيرة التي لعبت في دورة الالعاب الاولمبية.

## طريقة
يشارك ما مجموعه 12 فريقًا في الألعاب الأولمبية ، حيث أرسلت كل لجنة أولمبية فريقًا واحدًا.

### التأهل من خلال استضافة الألعاب الأولمبية
تأهلت الدولة المضيفة اليابان للمشاركة في حدث كرة السلة الأولمبي للرجال كمضيف.

### التأهل عبر كأس العالم
يتأهل أفضل فريق / فرق في نهائيات كأس العالم لكرة السلة 2019 FIBA من كل منطقة من مناطق الاتحاد الدولي لكرة السلة مباشرة إلى الأولمبياد.
- أفريقيا : فريق واحد
- الأمريكيتين : فريقان
- آسيا : فريق واحد
- أوروبا : فريقان
- أوقيانوسيا : فريق واحد

### التأهل عن طريق بطولة وايلد كارد
تم تحديد الفرق الأربعة الإضافية المؤهلة من خلال أربع بطولات تأهيلية للأولمبياد العالمية فيبا من خلال تنافس ستة فرق لكل منها ، أي 24 فريقًا في المجموع. تم التنافس على البطولات من قبل أفضل 16 فريقًا غير مؤهل في كأس العالم 2019 وثمانية فرق إضافية فريقين من كل من المناطق الأربع في إفريقيا والأمريكتين وآسيا (وأوقيانوسيا) وأوروبا. وفقًا لنتائج كأس العالم لكرة السلة 2019 FIBA ، تم تخصيص كل منطقة بالمقاعد التالية:
- أفريقيا : 3 فرق
- الأمريكتان : 7 فرق
- آسيا وأوقيانوسيا : 3 فرق
- أوروبا : 11 فريق

## فرق مؤهلة
| طريقة التأهل                               | طريقة التأهل                               | تاريخ                     | مكان     | مقاعد | تأهلت            |
| ------------------------------------------ | ------------------------------------------ | ------------------------- | -------- | ----- | ---------------- |
| الدولة المضيفة                             | الدولة المضيفة                             | —                         | —        | 1     | اليابان          |
| كأس العالم لكرة السلة 2019 FIBA            | أفريقيا                                    | 31 أغسطس - 15 سبتمبر 2019 | الصين    | 1     | نيجيريا          |
| كأس العالم لكرة السلة 2019 FIBA            | الأمريكتان                                 | 31 أغسطس - 15 سبتمبر 2019 | الصين    | 2     | الأرجنتين        |
| كأس العالم لكرة السلة 2019 FIBA            | الأمريكتان                                 | 31 أغسطس - 15 سبتمبر 2019 | الصين    | 2     | الولايات المتحدة |
| كأس العالم لكرة السلة 2019 FIBA            | آسيا                                       | 31 أغسطس - 15 سبتمبر 2019 | الصين    | 1     | إيران            |
| كأس العالم لكرة السلة 2019 FIBA            | أوروبا                                     | 31 أغسطس - 15 سبتمبر 2019 | الصين    | 2     | فرنسا            |
| كأس العالم لكرة السلة 2019 FIBA            | أوروبا                                     | 31 أغسطس - 15 سبتمبر 2019 | الصين    | 2     | إسبانيا          |
| كأس العالم لكرة السلة 2019 FIBA            | أوقيانوسيا                                 | 31 أغسطس - 15 سبتمبر 2019 | الصين    | 1     | أستراليا         |
| بطولات التصفيات الأولمبية فيبا للرجال 2020 | بطولات التصفيات الأولمبية فيبا للرجال 2020 | 29 يونيو - 4 يوليو 2021   | فيكتوريا | 1     | جمهورية التشيك   |
| بطولات التصفيات الأولمبية فيبا للرجال 2020 | بطولات التصفيات الأولمبية فيبا للرجال 2020 | 29 يونيو - 4 يوليو 2021   | سبليت    | 1     | ألمانيا          |
| بطولات التصفيات الأولمبية فيبا للرجال 2020 | بطولات التصفيات الأولمبية فيبا للرجال 2020 | 29 يونيو - 4 يوليو 2021   | كاوناس   | 1     | سلوفينيا         |
| بطولات التصفيات الأولمبية فيبا للرجال 2020 | بطولات التصفيات الأولمبية فيبا للرجال 2020 | 29 يونيو - 4 يوليو 2021   | بلغراد   | 1     | إيطاليا          |
| مجموع                                      | مجموع                                      | مجموع                     | مجموع    | 12    |                  |

## كأس العالم لكرة السلة 2019 FIBA
مكانة نهائية في منطقة FIBA
|  | التأهل إلى الألعاب الأولمبية الصيفية 2020 عبر رتبة المنطقة الفرعية |
|  | التأهل إلى 2020 FIBA بطولة التصفيات الأولمبية العالمية             |
|  | التأهل إلى الألعاب الأولمبية الصيفية 2020 كبلد مضيف                |

| #  | فيبا افريقيا (1/5 teams)        | فيبا افريقيا (1/5 teams) | FIBA الأمريكتين (2/7 teams)                   | FIBA الأمريكتين (2/7 teams) | فيبا آسيا (1/6 teams)               | فيبا آسيا (1/6 teams) | فيبا أوروبا (2/12 teams)            | فيبا أوروبا (2/12 teams) | فيبا أوقيانوسيا (1/2 teams) | فيبا أوقيانوسيا (1/2 teams) |
| #  | فريق                            | W – L                    | فريق                                          | W – L                       | فريق                                | W – L                 | فريق                                | W – L                    | فريق                        | W – L                       |
| -- | ------------------------------- | ------------------------ | --------------------------------------------- | --------------------------- | ----------------------------------- | --------------------- | ----------------------------------- | ------------------------ | --------------------------- | --------------------------- |
| 1  | نيجيريا</img> نيجيريا           | 3-2                      | الأرجنتين</img> الأرجنتين                     | 7-1                         | إيران</img> إيران                   | 2-3                   | إسبانيا</img> إسبانيا               | 8-0                      | أستراليا</img> أستراليا     | 6-2                         |
| 2  | تونس</img> تونس                 | 3-2                      | الولايات المتحدة</img> الولايات المتحدة       | 6-2                         | الصين</img> الصين                   | 2-3                   | فرنسا</img> فرنسا                   | 6-2                      | نيوزيلندا</img> نيوزيلندا   | 3-2                         |
| 3  | أنغولا</img> أنغولا             | 1-4                      | البرازيل</img> البرازيل                       | 3-2                         | كوريا الجنوبية</img> كوريا الجنوبية | 1-4                   | صربيا</img> صربيا                   | 6-2                      |                             |                             |
| 4  | ساحل العاج</img> ساحل العاج     | 0-5                      | فنزويلا</img> فنزويلا                         | 2-3                         | الأردن</img> الأردن                 | 1-4                   | جمهورية التشيك</img> جمهورية التشيك | 4-4                      |                             |                             |
| 5  | السنغال</img> السنغال           | 0-5                      | بورتوريكو</img> بورتوريكو                     | 2-3                         | اليابان</img> اليابان               | 0-5                   | بولندا</img> بولندا                 | 4-4                      |                             |                             |
| 6  |                                 |                          | جمهورية الدومينيكان</img> جمهورية الدومينيكان | 2-3                         | الفلبين</img> الفلبين               | 0-5                   | ليتوانيا</img> ليتوانيا             | 3-2                      |                             |                             |
| 7  | كندا</img> كندا                 | 2-3                      |                                               |                             | إيطاليا</img> إيطاليا               | 3-2                   |                                     |                          |                             |                             |
| 8  |                                 |                          | اليونان</img> اليونان                         | 3-2                         |                                     |                       |                                     |                          |                             |                             |
| 9  | روسيا</img> روسيا               | 3-2                      |                                               |                             |                                     |                       |                                     |                          |                             |                             |
| 10 | ألمانيا</img> ألمانيا           | 3-2                      |                                               |                             |                                     |                       |                                     |                          |                             |                             |
| 11 | تركيا</img> تركيا               | 2-3                      |                                               |                             |                                     |                       |                                     |                          |                             |                             |
| 12 | الجبل الأسود</img> الجبل الأسود | 1-4                      |                                               |                             |                                     |                       |                                     |                          |                             |                             |

## بطولات FIBA العالمية للتصفيات الأولمبية
بعد نتائج كأس العالم لكرة السلة 2019 FIBA ، تم تمثيل كل منطقة من قبل المنتخبات الوطنية التالية:
مُنحت فيكتوريا وسبليت وكاوناس وبلغراد حقوق استضافة البطولات الأربع. كان من المقرر أصلاً عقدها في الفترة من 23 إلى 28 يونيو 2020 ولكن تم تأجيلها بسبب وباء COVID-19 ، إلى 22 يونيو إلى 4 يوليو 2021 ، مع الإعلان عن التواريخ المحددة.
| فيبا افريقيا                     | FIBA الأمريكتين                               | فيبا أوروبا                         | فيبا آسيا وفيبا أوقيانوسيا               |
| -------------------------------- | --------------------------------------------- | ----------------------------------- | ---------------------------------------- |
| تونس</img> تونس                  | البرازيل</img> البرازيل                       | صربيا</img> صربيا                   | نيوزيلندا</img> نيوزيلندا                |
| أنغولا</img> أنغولا (WC)         | فنزويلا</img> فنزويلا                         | جمهورية التشيك</img> جمهورية التشيك | كوريا الجنوبية</img> كوريا الجنوبية (WC) |
| السنغال</img> السنغال (WC)       | بورتوريكو</img> بورتوريكو                     | بولندا</img> بولندا                 | الصين</img> الصين (مرحاض)                |
|                                  | جمهورية الدومينيكان</img> جمهورية الدومينيكان | ليتوانيا</img> ليتوانيا             | الفلبين</img> الفلبين (WC)               |
| كندا</img> كندا                  | إيطاليا</img> إيطاليا                         |                                     |                                          |
| المكسيك</img> المكسيك (WC)       | اليونان</img> اليونان                         |                                     |                                          |
| الأوروغواي</img> الأوروغواي (WC) | روسيا</img> روسيا                             |                                     |                                          |
|                                  | ألمانيا</img> ألمانيا                         |                                     |                                          |
| تركيا</img> تركيا                |                                               |                                     |                                          |
| كرواتيا</img> كرواتيا (WC)       |                                               |                                     |                                          |
| سلوفينيا</img> سلوفينيا (WC)     |                                               |                                     |                                          |

تضمنت بطولات التصفيات الأولمبية للاتحاد الدولي لكرة السلة أفضل 16 فريقًا غير مؤهل ترتيبًا من كأس العالم لكرة السلة لعام 2019 فيبا واثنين من البلدان الأعلى تصنيفًا لكل منطقة في التصنيف العالمي للاتحاد الدولي لكرة السلة . في 19 سبتمبر 2019 ، أعلن الاتحاد الدولي لكرة السلة عن تلك المنتخبات ، وهي أنغولا والسنغال (إفريقيا) والمكسيك وأوروغواي (الأمريكتان) والصين وكوريا (آسيا - أوقيانوسيا) وكرواتيا وسلوفينيا (أوروبا).

### رسم
في عام 2020 ، أربع بطولات تأهيلية ، كل منها ينتج فريقًا تأهل لدورة الألعاب الأولمبية الصيفية 2020. تألف الشكل من 24 فريقًا وطنيًا مقسمة إلى أربع بطولات من ستة فرق لكل منها ، مع تأهل الفريق الفائز من كل حدث للأولمبياد. تم السحب في 27 نوفمبر 2019.